# Кукуровка
Кукуровка (укр. Кукурівка) — село на Украине, находится в Мурованокуриловецком районе Винницкой области.
Код КОАТУУ — 0522882802. Население по переписи 2001 года составляет 107 человек. Почтовый индекс — 23424. Телефонный код — 4356.
Занимает площадь 0,317 км².

## Адрес местного совета
23424, Винницкая область, Мурованокуриловецкий р-н, с. Жван, ул. Ленина, 5